# 腳夫

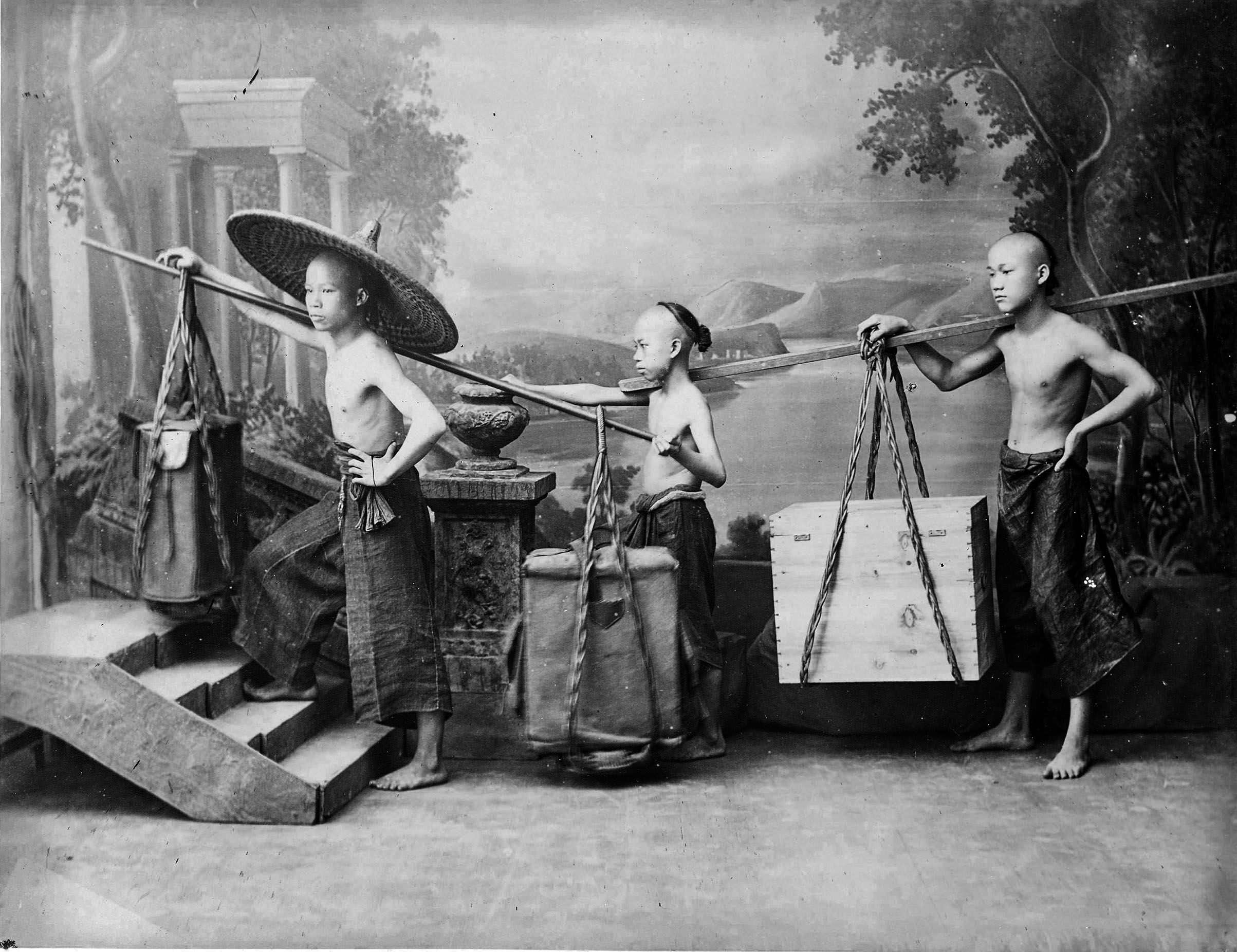
十九世紀晚期的中國童工腳夫

腳夫在舊社會是指專門受雇替顧主搬運物品，或是被僱傭趕牲口的人。 例如：碼頭幫人搬運貨物的扛夫、抬轎子的轎夫、抬棺柩的舁夫，若指在任何公共或私人建築門口或大門處站崗，以協助過客進出的人，則使用「門房」一詞。「挑夫」一詞亦可較為廣泛地用於指稱負責提重物的人，即搬運工。